# Пихлер, Алекс
А́лекс Пи́хлер (словен. Aleks Pihler; родился 15 января 1994 года, Птуй, Словения) — словенский футболист, полузащитник клуба «Нафта 1903».
В 2016 году сыграл один матч за сборную Словении

## Клубная карьера

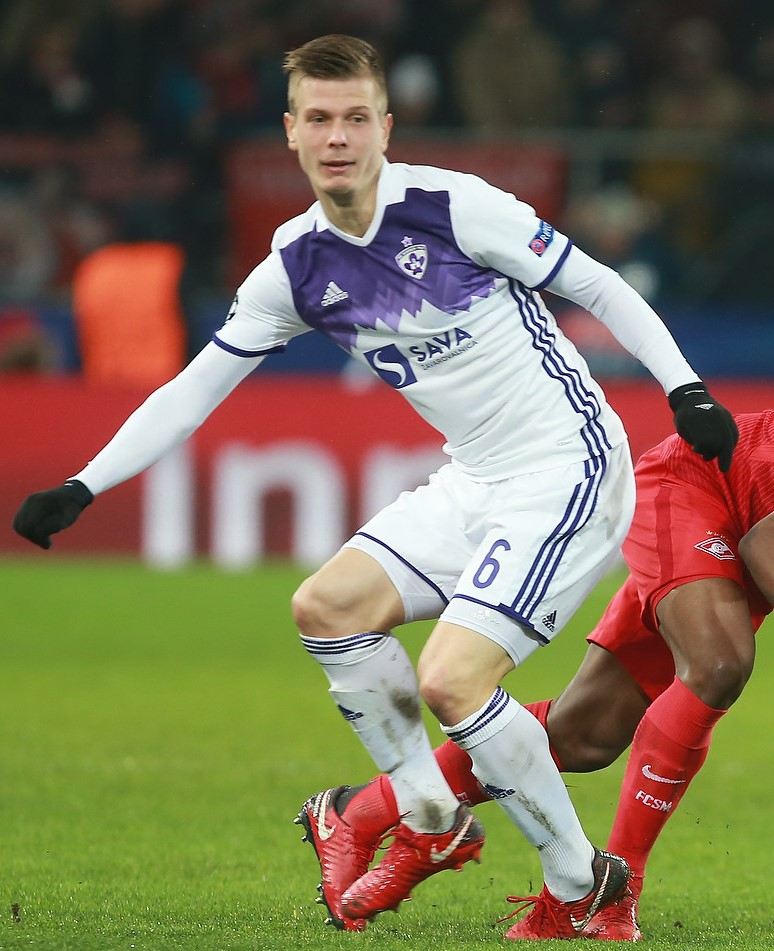
Пихлер в составе «Марибора»

Пихлер — воспитанник клубов «Марибор» и «Домжале». 1 сентября 2012 года в матче против «Горицы» он дебютировал в чемпионате Словении в составе последнего. 27 июля 2013 года в поединке против «Горицы» Алекс забил свой первый гол за «Домжале». Летом 2014 года для получения игровой практики Пихлер на правах аренды перешёл в «Триглав». 9 августа в матче против «Кршко» он дебютировал во Второй лиге Словении. 3 мая 2015 года в поединке против «Доба» Алекс забил свой первый гол за «Триглав».  
Летом 2015 года Пихлер присоединился к клубу «Заврч». 17 июля в матче против «Марибора» он дебютировал за новую команду. 17 августа в поединке против «Целе» Алекс забил свой первый гол за «Заврч».
Летом 2016 года Пихлер вернулся в «Марибор». 17 июля в матче против «Копера» он дебютировал за новый клуб. 15 октября в поединке против столичной «Олимпии» Алекс забил свой первый гол за «Марибор». В своём дебютном сезоне он помог клубу выиграть чемпионат.
30 января 2025 года перешёл в клуб «Нафта 1903». 2 февраля дебютировал за клуб в матче чемпионата против «Муры», выйдя на замену на 46-й минуте. 7 февраля забил дебютный гол, отличившись в матче с «Радомлье».

## Международная карьера
14 ноября 2016 года в товарищеском матче против сборной Польши Пихлер дебютировал за сборную Словении, заменив во втором тайме Беньямина Вербича. 

## Достижения
«Марибор»
- Чемпион Словении (3): 2016/17, 2018/19, 2021/22